# ارزش استفاده
ارزش استفاده (انگلیسی:Use value آلمانی: Gebrauchswert) یا ارزش در استفاده (به انگلیسی:value in use) مفهومی در اقتصاد مارکسیستی است. به ویژگی‌های محسوس یک کالا (یک شیء قابل مبادله) اشاره دارد که می‌تواند برخی نیازها، خواسته‌ها یا نیازهای انسانی را برآورده کند، یا در خدمت هدف مفیدی باشد. در نقد کارل مارکس از اقتصاد سیاسی، هر محصول دارای ارزش کار و ارزش مصرف است، و اگر به عنوان کالا در بازارها معامله شود، علاوه بر آن دارای ارزش مبادله ای است که اغلب به صورت قیمت پولی بیان می‌شود.
مارکس اذعان می‌کند که کالاهایی که در بازار مبادله می‌شوند یک فایده عمومی نیز دارند که از این واقعیت دلالت دارد که مردم آن‌ها را می‌خواهند، اما او استدلال می‌کند که این به خودی خود چیزی در مورد ویژگی خاص اقتصادی که در آن تولید و فروخته می‌شود را بیان نمی‌کند.

## خاستگاه
مفاهیم ارزش، ارزش مصرف، سودمندی (کاربرد)، ارزش مبادله ای و قیمت در اندیشه اقتصادی و فلسفی سابقه بسیار طولانی دارند. از ارسطو گرفته تا آدام اسمیت و دیوید ریکاردو، معانی آنها در طی تاریخ تکامل یافته‌است. اسمیت تشخیص داد که کالاها ممکن است ارزش مبادله ای داشته باشند اما ممکن است هیچ ارزش مصرفی را برآورده نکنند، مانند الماس، در حالی که کالایی با ارزش مصرف بسیار بالا ممکن است ارزش مبادله ای بسیار پایینی داشته باشد، مانند آب. مارکس به عنوان مثال اظهار می‌کند که «در نویسندگان انگلیسی قرن هفدهم، ما اغلب کلمه «worth» را به معنای ارزش در استفاده و «value» را به معنای ارزش مبادله ای می‌یابیم.» اما با گسترش اقتصاد بازار، تمرکز اقتصاددانان به‌طور فزاینده‌ای بر قیمت‌ها و روابط قیمت‌ها بوده‌است و فرایند اجتماعی مبادله به عنوان یک واقعیت طبیعی فرض می‌شود.